# تیسمسیلت
تیسمسیلت (به عربی: تیسمسیلت) یک شهر و شهرداری در الجزایر است که در Tissemsilt District واقع شده‌است. تیسمسیلت ۶۱٬۱۵۵ نفر جمعیت دارد و ۸۴۹ متر بالاتر از سطح دریا واقع شده‌است.